# Le Mauricien
Le Mauricien est un journal quotidien de la république de Maurice publié principalement en français. Ce titre qui paraît dans l'après-midi et est disponible dans toute l'île principale vers dix-sept heures, est aujourd'hui l'un des plus lus du pays.
Il est la figure de proue d'un groupe de presse diversifié qui comporte comme autres titres l'hebdomadaire Week-End, Week-End/Scope et Turf Magazine. Ses locaux sont situés au numéro 8 de la rue Saint Georges à Port-Louis mais les rotatives sont quant à elles à Bell Village.

## Histoire
Fondé en 1908 par Eugène Henry, Le Mauricien est le plus ancien journal du pays depuis la fin du Cernéen. Raoul Rivet, « redouté pour sa plume acérée et la véhémence des polémiques dans lesquelles il se lance », se joint au journal en 1918. Plusieurs fois maire et député de Port-Louis, il en prend la direction en 1922 et s'en rend acquéreur en 1935. Le titre se définit lui-même comme étant un journal d'information et d'opinion. 
Tous les rédacteurs en chef qui lui succèderont seront et sont encore connus pour leur prise de position sur tous les débats de société. Assumant pleinement son rôle de contre-pouvoir dans un État de droit, le journal défend farouchement la liberté d'expression tant par des articles d'opinion que par la publication d'un courrier des lecteurs ouvert à une très large palette de sensibilités, voire accueillant des débats entre lecteurs.
Si, au début de son histoire, il a défendu la communauté créole et prôné la rétrocession de l'île à la France, le journal a évolué pour maintenant promouvoir le concept de nation mauricienne dans son ensemble. 

## Source
- Courrier international.

## Compléments